# Кошмал, Анна Сергеевна
Анна Сергеевна Кошмал (укр. Ганна Сергіївна Кошмал; род. 22 октября 1994, Киев, Украина) — украинская киноактриса. Известность получила благодаря роли Жени Ковалёвой в 5—7 сезонах телесериала «Сваты», за которую была дважды номинирована на украинскую телевизионную премию «Телетриумф». Также исполняла главную роль в популярных украинских сериалах «Сашка», «Хороший парень», «Село на миллион» (1, 2 сезоны).

## Биография
Родилась 22 октября 1994 года в Киеве. Отец Сергей Кошмал — военный, мать Тамара Кошмал — учитель, есть старший брат Сергей.
С детства занималась хореографией, сначала балетом, затем бальными танцами, а после — спортивными. Занималась вокалом, посещала музыкальную школу. В 2010 году вопреки желанию родителей, не одобрявших жизненный выбор дочери, поступила в Киевское эстрадно-цирковое училище.
В 2011 году, в возрасте 16 лет была утверждена на роль Жени Ковалёвой в пятом сезоне популярного украинского комедийного телесериала «Сваты». Анна Кошмал сыграла девушку-гота переходного возраста. Для того, чтобы соответствовать образу, ей пришлось перекрасить волосы в чёрный цвет.
Работа в «Сватах» была отмечена номинацией на украинскую телевизионную премию «Телетриумф» в номинации «Актриса телевизионного фильма/сериала». В 2012—2013 годах Кошмал снялась в шестом сезоне телесериала, по итогам которого вновь претендовала на «Телетриумф».
В «Сватах» в дуэте с Фёдором Добронравовым исполнила песни «Мой календарь», «Там, где клён шумит», «Всё повторится» и «Радостная грусть», а сольно — песни «Сны» и «Мой маленький оркестр».
Окончила Киевское эстрадно-цирковое училище, вокальное отделение. Затем продолжила обучение в Академии театрального искусства. Её зачислили сразу на третий курс.
После завершения работы в «Сватах» Кошмал получила главную роль в украинском мелодраматическом телесериале «Сашка». Затем были главные роли в телесериале «Не зарекайся», мелодраматическом сериале «Когда наступит рассвет». В комедийном телесериале «Слуга народа» сыграла роль племянницы главного героя.
В 2012 году снялась в клипе Ренаты Штифель «Я живу для тебя». В 2014 году снялась в клипе Алёны Винницкой «Подари».
За 2017 год вышли сериалы с её участием «Танец бабочки», «Слуга народа», «Балерина», «Дочки-мачехи», «Перекресток», «Даша» и «Село на миллион-2». Анна Кошмал считается одной из самых популярных и востребованных молодых украинских актрис.
В декабре 2021 года вышел 7-й сезон телесериала «Сваты» с её участием.

### Общественная позиция
В 2022 году осудила вторжение России на Украину.
В 2023 году Анна Кошмал выступила с критикой некоторых участников съёмок сериала «Сваты». По её словам, картина создавалась во времена, когда Россия и Украина дружили, но сейчас всё изменилось. «Я была дружна с актёрским составом, с Людмилой Артемьёвой, Федором Добронравовым, Татьяной Кравченко, а теперь все они выступают за российскую власть… пусть горят в аду», — заявила Анна Кошмал.

## Личная жизнь
Многолетняя веганка.
В декабре 2017 года вышла замуж. Супруг не является публичной личностью.
26 июня 2018 года родился сын Михаил. 11 марта 2025 года родилась дочь София.

## Театр

### Театральное агентство ТЕ-АРТ
| год  | название                      | Жанр                         | роль     |
| ---- | ----------------------------- | ---------------------------- | -------- |
| 2019 | Девичник                      | Комедия                      | Элизабет |
| 2019 | Только любовь, ничего лишнего | Комедия                      | Флоранс  |
| 2020 | Верные жёны                   | Детектив                     | Ксения   |
| 2021 | Третий лишний                 | Комедия                      |          |
| 2021 | Сильные слабые женщины        | Комедия                      |          |
| 2023 | Сердцеедки                    | Детективная светская комедия |          |

## Фильмография
| Год       |   | Русское название                       | Оригинальное название                  | Роль                                  |
| --------- | - | -------------------------------------- | -------------------------------------- | ------------------------------------- |
| 2011—2021 | с | Сваты                                  | Свати                                  | Женя Ковалёва                         |
| 2013—2014 | с | Сашка                                  | Сашка                                  | Саша Коваленко                        |
| 2014      | ф | Когда наступит рассвет                 | Когда наступит рассвет                 | Даша Прадед, дочь Софьи               |
| 2015      | с | Слуга народа                           | Слуга народу                           | Наташа, племянница Василия            |
| 2015      | с | Страна У                               | Країна У                               | эпизодическая роль (124 серия)        |
| 2016      | ф | Сказка старого мельника                | Казка старого мельника                 | Христина, дочка Адама                 |
| 2015—2016 | с | Не зарекайся                           | Не зарікайся                           | Светлана Матвиенко, дочь Людмилы      |
| 2016      | с | Забудь и вспомни                       | Забудь і згадай                        | воспитанница детдома                  |
| 2016      | с | Хозяйка                                | Хазяйка                                | Екатерина                             |
| 2016      | с | Экспресс-командировка                  | Експрес-відрядження                    | Ирина, сестра Кати                    |
| 2016      | с | Село на миллион                        | Село на мільйон                        | Катя                                  |
| 2016      | с | Письмо Надежды                         | Лист Надії                             | Маша / Таня                           |
| 2016      | с | На линии жизни                         | На лінії життя                         | пациентка Ира (29-30 серии)           |
| 2017      | ф | Перекрёстки                            | Перехрестя                             | Майя, дочка Вербова                   |
| 2017      | с | Хороший парень                         | Хороший хлопець                        | Даша, дочь Шеремета                   |
| 2017      | с | Слуга народа 2: От любви до импичмента | Слуга народу 2: От любви до импичмента | Наташа, племянница Василия (24 серия) |
| 2017      | ф | Танец бабочки                          | Танець метелика                        | Леся                                  |
| 2017      | с | Село на миллион 2                      | Село на мільйон 2                      | Катя                                  |
| 2017      | с | Балерина                               | Балерина                               | Лиза                                  |
| 2017      | с | Спецы                                  | Спецы                                  | Лиза Святкевич (13, 14 серии)         |
| 2017      | ф | Дочки-мачехи                           | Дочки-мачехи                           | Ирина                                 |
| 2018      | с | Чужие родные                           | Чужі рідні                             | Юля                                   |
| 2018      | с | Вопреки судьбе                         | Всупереч долі                          | Лиза                                  |
| 2018      | ф | Благими намерениями                    | Благими намерениями                    | Даша                                  |
| 2018      | ф | Вкус счастья                           | Смак щастя                             | Лера                                  |
| 2019      | с | Замок на песке                         | Замок на піску                         | Люся в молодости                      |
| 2019      | с | Слуга народа 3: Выбор                  | Слуга народу 3: Вибір                  | Наташа, племянница Василия            |
| 2019      | с | Тайсон                                 | Тайсон                                 | Надя                                  |
| 2019      | с | Домик на счастье 2                     | Будиночок на щастя 2                   | Дана                                  |
| 2019      | с | Тайна Марии                            | Таємниця Марії                         | Мария в молодости                     |
| 2019      | с | Великие Вуйки                          | Великі Вуйки                           | Аня                                   |
| 2020      | с | Тень звезды                            | Тінь зірки                             | Настя                                 |
| 2020      | с | Корзина для счастья                    | Кошик для щастя                        | Лика                                  |
| 2021      | с | Добрая душа                            | Добра душа                             | Люба                                  |
| 2021      | с | Юрчишины 2                             | Юрчишини 2                             | Юля                                   |
| 2021      | с | Папик 2                                | Папік 2                                | Марго Парамонова                      |
| 2022      | с | Домик на счастье 3                     | Будиночок на щастя 3                   | Дана                                  |
| 2023      | с | Бешеные соседи                         | Скажені сусіди                         | Лена                                  |
| 2023      | с | Успеть до 30                           | Встигнути до 30                        | Саша                                  |

### Дубляж и озвучивание Украина
| Год  | Фильм                             | Роль    |
| ---- | --------------------------------- | ------- |
| 2022 | Из моего окна                     | Даниэла |
| 2022 | Идеальное сочетание               |         |
| 2023 | Через мое окно: Разделённые морем | Даниэла |
| 2024 | Из моего окна 3: Новая встреча    | Даниэла |
| 2024 | Дикий робот                       |         |

## Музыка
- «Поставлю на повтор»
- «Всё повторится»
- «Вальс»
- «Мой календарь»
- «Эти сны»
- «Мой маленький оркестр»
- «Радостная грусть»
- «Ну, привет!»
- «Не вернусь»

## Критика
Газета «Комсомольская правда», выделяя лучших актёров телесериалов 2012 года, поместила Анну Кошмал на первое место в номинации «Дебют года». Было отмечено, что несмотря на неоднозначное восприятие пятого сезона «Сватов», юная актриса приятно удивила свежестью образа.

## Награды и номинации
| Награды и номинации | Награды и номинации  | Награды и номинации                                                  | Награды и номинации | Награды и номинации |
| Год                 | Награда              | Категория                                                            | Фильм               | Результат           |
| ------------------- | -------------------- | -------------------------------------------------------------------- | ------------------- | ------------------- |
| 2012                | Телетриумф           | Актриса телевизионного фильма/сериала (исполнительница женской роли) | «Сваты 5»           | Номинация           |
| 2013                | Телетриумф           | Актриса телевизионного фильма/сериала (исполнительница женской роли) | «Сваты 6»           | Номинация           |
| 2014                | Телезвезда           | Актёры, которые вас удивляли                                         | «Сашка»             | Номинация           |
| 2018                | Viva! Самые красивые | Самая красивая женщина Украины по версии украинского журнала Viva!   |                     | Номинация           |